# Sarah Mainguy
Pour les articles homonymes, voir Mainguy.
Sarah Mainguy, née le 11 août 1994 à Nogent-sur-Marne (Val-de-Marne), est une cheffe cuisinière française, installée à Nantes, à la tête des cuisines du restaurant étoilé Freia.
Elle est finaliste de la saison 12 de Top Chef, diffusée sur M6 et RTL TVI en 2021.
Elle est désignée « Jeune talent » par le Gault et Millau, édition 2022.

## Biographie

### Jeunesse et formation
Sarah Mainguy naît le 11 août 1994  à Nogent-sur-Marne d'une mère professeur et d'un père conseiller immobilier, avec des origines bretonnes. Elle grandit au Perreux-sur-Marne (Val-de-Marne) et se rend fréquemment en Allemagne, où part vivre sa mère quand elle est enfant. La cuisine germanique influencera sa propre cuisine, de même que la cuisine scandinave.
Après une scolarité au lycée Pablo-Picasso de Fontenay-sous-Bois et un bac L (option histoire des arts), elle envisage un métier artistique et suit finalement un BTS Hôtellerie Restauration Option B à l'école Ferrandi, à Paris en faisant son alternance en tant que commis dans un restaurant d'entreprise du groupe Bolloré puis au Taxi Jaune. Elle abandonne son BTS avant le diplôme et entame une formation à la Sorbonne avant de revenir dans le monde de la cuisine.
Elle s'oriente vers le monde du bistrot par peur de l'ambiance qu'elle pense trouver dans les restaurants étoilés. En début de carrière elle évolue dans des restaurants et bistrots de l'est parisien et fait quelques extras dans les restaurants de Pierre Sang Boyer (ex-saison 2 de Top Chef).

### Débuts professionnels et premier restaurant
Après un séjour de quelques mois en Amérique du Sud, elle devient cheffe de partie à Holybelly (Paris 10e) avant de devenir sous-cheffe à Mary-Celeste (Paris 3e).
À l'automne 2018, elle part à Nantes. Elle y est consultante culinaire puis sous-cheffe du Café Bécot (rue du Cheval-Blanc) puis se lance dans un projet de restaurant avec son compagnon franco-finlandais Damien Crémois, ancien d'Holybelly, et Charles Boutin. Le restaurant Vacarme ouvre en août 2019, rue des Bons-Français dans le centre-ville de Nantes. Le nom du restaurant rappelle la présence du couvent des Carmes dans le quartier.
En 2020, Vacarme est une des trois tables distinguées dans Le nouveau guide les Tables de Nantes et est remarquée par le Fooding, tandis que Sarah Mainguy est classée parmi les jeunes chefs à suivre à Nantes par Presse-Océan,,.

### Participation à Top Chef
Elle est sollicitée par les équipes de casting sur Instagram pendant le premier confinement, et n'est pas intéressée avant de se raviser sur les conseils de ses proches.
N'ayant jamais travaillé en restaurant étoilé, contrairement à la plupart des candidats, elle compense son retard en technique sur les autres candidats par sa créativité.
Elle remporte notamment l'épreuve Qui peut battre Philippe Etchebest ?, l'épreuve du dessert de champignons de Jacques et Régis Marcon, l'épreuve de cuisson à l'étuvée moderne d'Anne-Sophie Pic et l'épreuve de cuisine avec les algues de Lionel Giraud. Lors de l'épreuve de la guerre des restos, le restaurant de Sarah Mainguy est celui préféré par les chefs mais ne remporte pas l'épreuve faute de réunir les suffrages sur les plats à emporter,.
Alors qu'elle est depuis la mi-concours dans la brigade de Paul Pairet, Sarah Mainguy se qualifie en finale. Elle y est vaincue par Mohamed Cheikh et termine à la seconde place du concours.

### Second restaurant et étoile Michelin
Fin 2021, elle est désignée « Jeune talent » par le Gault et Millau, édition 2022.
Sarah Mainguy prévoit d'ouvrir un second restaurant à Nantes : le projet mis en pause en 2022 se concrétise avec l'annonce de l'ouverture du restaurant Freia pour le début 2024. En mars 2025, le restaurant Freia obtient une étoile au Guide Michelin.
En juillet 2025 Sarah Mainguy ferme le restaurant Vacarme, évoquant « une crise sans précédent » que traversent les commerces,.